# G. Vincent
G. Vincent war ein französischer Hersteller von Automobilen.

## Unternehmensgeschichte
Das Unternehmen wurde 1908 zur Produktion von Fahrrädern gegründet. Der Standort war an der Rue Appert 13 in Nantes. 1930 fertigte das Unternehmen Automobile. Der Markenname lautete Ninon. Zwischen 1931 und 1935 entstanden Motorräder. Lastkraftwagen wurden zwischen 1928 und 1935 gefertigt. 1946 wurde nochmals ein Pkw präsentiert, der nicht mehr in Serienproduktion ging. Es ist nicht bekannt, wann das Unternehmen aufgelöst wurde.

## Fahrzeuge
Die Automobile von 1930 erhielten den Modellnamen Mototri. Sie verfügten über drei Räder. Das Einzelrad befand sich vorne. Über die Motorisierung ist nichts bekannt.
Die Motorräder waren mit obengesteuerten Einzylindermotoren mit 500 cm³ Hubraum ausgestattet.
Das 1946 präsentierte Automobil war ein Kleinwagen. Er bot Platz für zwei Personen. Er blieb ein Einzelstück.